# Entourage (lied)
Entourage is een lied van de Nederlandse popgroep Bankzitters. Het werd in 2024 als single uitgebracht.

## Achtergrond
Entourage is geschreven door Renske te Buck, Koen van Heest, Raoul de Graaf, Robbie van de Graaf, Milo ter Reegen, Matthyas het Lam en Julian Vahle en geproduceerd door Vahle. Het is een nummer dat past in het genre nederpop. In het lied wordt er gezongen over zorgeloos met vrienden genieten van een avondje uit. Voor de bijbehorende videoclip hadden de Youtubers een uitdaging bedacht. Ze moesten zo veel mogelijk BN'ers vinden die in de clip wilden spelen, maar ze moesten wel op die dag nog op tv te zien zijn of in het EK- of WK-voetbal hebben gespeeld. In de clip waren uiteindelijk onder andere Youri Mulder, Demy de Zeeuw, Kenneth Pérez, Wesley Hoedt, Enzo Knol, Paul de Leeuw, Patty Brard, Jack van Gelder en Emma Heesters te zien.

## Hitnoteringen
De groep had succes met het lied in de hitlijsten van Nederland. Het piekte op de vierde plaats van de Nederlandse Single Top 100 in de zeven weken dat het in deze hitlijst stond. In de Nederlandse Top 40 kwam het tot de negentiende positie en was het vier weken lang te vinden.